# Dannemora församling
Dannemora församling var en församling i Uppsala stift och i Östhammars kommun i Uppsala län. Församlingen uppgick 2010 i Dannemorabygdens församling.

## Administrativ historik
Församlingen har medeltida ursprung och utgjorde till 1943 ett eget pastorat för att därefter till 2010 vara annexförsamling i pastoratet Film och Dannemora som 1962 utökades med Morkarla församling. Församlingen uppgick 2010 i Dannemorabygdens församling.

## Kyrkor
- Dannemora kyrka